# Hitoshi Tomizawa
Hitoshi Tomizawa (富沢ひとし Tomizawa Hitoshi?) es un mangaka japonés. Conocido principalmente por Alien 9, sus obras suelen ser cortas y tienden a ser historias de ciencia ficción que versan sobre niños e insectos. En las primeras obras de Tomizawa, mostró un estilo shōnen bastante típico, pero a partir de Alien 9 pasó a dejar un sello muy distintivo caracterizado por ojos muy grandes y proporciones antinaturales, y ha sido reconocido como parte del movimiento artístico japonés superflat.

## Obras
- Treasure Hunter Jubei (Shonen Champion)
- Alien 9 (Young Champion)
  - Alien 9 Emulators (Champion Red)
- Milk Closet (Afternoon)
- Propeller Heaven (Ultra Jump)
- Battle Royale II: Blitz Royale (Champion Red)
- Tokumu Hokokan Yumihari (Genzo)